# Goephanes luctuosus
Goephanes luctuosus är en skalbaggsart. Goephanes luctuosus ingår i släktet Goephanes och familjen långhorningar.

## Underarter
Arten delas in i följande underarter:
- G. l. luctuosus
- G. l. peyrierasi